# ファイルレコード
株式会社ファイルレコード (FILE RECORDS inc.) は、日本のインディーズレコード会社。取締役兼社長はラッツ&スターの佐藤善雄。

## 概要
1988年クラブ・ミュージック・レーベルMajor Forceの立ち上げとともに同レーベルの運営会社として現ソニー・ミュージック傘下に設立される。Major Forceには高木完、藤原ヒロシ、屋敷豪太などが参加し、アーバン・カルチャーの象徴として音楽のみならず、レーベルロゴがデザインされたファッション・アイテムなども人気を博した。Major Forceからはスチャダラパーの1stアルバムやECDのアルバムなどリリースが続いた（現在は過去の音源を再利用した企画盤のみリリース）。Major Force以外の主なレーベル、ファイルレコード、ヒップホップのNEXT LEVEL RECORDINGS.などからさまざまなアーティストの作品が発売されている。デビュー前に、東京パフォーマンスドールの木原さとみがアルバイトをしていた。

## リリース実績
- 東京スカパラダイスオーケストラ (1989年)-メジャー・デビュー前にミニアルバム（アナログ盤のみ）をリリース。
- ゴスペラーズ (1994年)-メジャー・デビュー前にアルバムをリリース。
- RIP SLYME (1995年)-メジャー・デビュー前にシングル、アルバムをリリース。
- RHYMESTER (1993年〜1995年)-メジャー・デビュー前にシングル、アルバムをリリース。
- MELLOW YELLOW (1995年,2003年-2004年)
- 瘋癲 (FU-TEN)
- EAST END (1992年-1994年)-DA.YO.NEは同社の企画とも言える。
- MICROPHONE PAGER (1995年)。
- COOL SPOON (1992年)
- SILENT POETS (1992年)-1993年トイズファクトリーよりメジャー・デビュー
- CRAZY-A (1992年)
- キミドリ (1993年)-1996年cutting egdeよりメジャー・デビュー
- 脱線3 (1994年)-1995年エピックレコードジャパンよりメジャー・デビュー
- いとうせいこう (1995年)
- エレファントラブ (1995年)-1996年アンティノスレコードよりメジャー・デビュー
- chari chari (1999年)
- Modaji (2000年)
- モモ (PostPet) (2000年)
- キエるマキュウ (2002年)第三ノ忍者に移籍
- DJ Mitsuru a.k.a.bayaka (2002年)
- GAGLE (2002年)-2004年ワーナーミュージック・ジャパンよりメジャー・デビュー
- DJ Tonk (2002年)
- KOHEI JAPAN (2003年)-2007年Knife Edgeよりメジャー・デビュー
- SMRYTRPS (2003年)
- RAW-REC (2004年)
- BO GUMBOS (2005年)再発盤のみ
- SOUND MARKET CREW (2005年)
- YOUTH (2006年)
- Eraser vs Yojalka (2006年)
- THE JAPONICANS (2006年〜2007年)
- Basil (2006年)
- K3B (2006年)
- 冨永裕輔 (2007年〜2009年)
- soul dimension (2007年)
- FOOG (2007年〜2008年)
- fussy (2007年)
- JUN-GMC (2008年)
- EUREKA (2008年)
- HIMURO YOSHITERU (2008年〜2009年)
- Irie Maffia (2008年)
- OLIVE OIL (2008年)
- Speech Defect (2009年)
- DOSMOCCOS (2009年)
- TIGARAH (2009年)2009年ユニバーサルミュージックよりメジャー・デビュー
- FAT LOOP (2009年)
- Spinna B-ILL (2009年)
- PSG (2009年〜2010年)
- AKAKAGE (2010年〜2014年)
- RAMB CAMP (2010年)
- 菊地一谷 (2010年)-2011年SUMMITに移籍
- NEON GRAVITY (2010年)
- RAU DEF (2010年)
- LEGENDオブ伝説 a.k.a サイプレス上野 (2010年)
- Tetrad The Gang Of Four (2010年-2011年)
- DOOBEEIS (2011年)
- Romancrew (2011年〜2014年)
- AJI (2011年〜2014年)-2015年1月活動休止
- MINT (2012年)
- BCDM meets BINK! (2012年)
- SATUSSY (2012年)
- FUTURE FILE 25 ALL STARS (2013年)
- Kenichiro Nishihara (2014年)
- Y.I.M (2014年)
- 佐藤善雄 (2015年〜)-代表取締役社長

### アナログ盤のみのリリース
- NORTHERN BRIGHT (2000年)
- PUFFY (2000年-2003年)
- 藤井隆 (2000年)
- DOUBLE (2000年)
- 電気グルーヴ (2001年)
- 石野卓球 (2001年-2004年)
- CHARA (2001年)
- DJ TASAKA (2001年,2005年)
- PUSHIM (2001年-2004年)
- DISCO TWINS (2003年)
- MICHICO (2003年)
- WACK WACK RHYTHM BAND (2004年-2005年)
- Miss Monday (2004年)
- 福富幸宏 (2004年-2005年)
- A Hundred Birds (2005年)
- 電気グルーヴ×スチャダラパー (2005年)
- DUBSENSEMANIA (2005年)
- DEV LARGE (2005年)
- InK (2007年)
- SOUL SCREAM (2015年)

## コンピレーション・アルバム
| 発売日         | タイトル                                                              | 規格品番                  |
| -------------- | --------------------------------------------------------------------- | ------------------------- |
| 2000年08月11日 | LAWS OF MOTION VOL.1                                                  | FRCD-099                  |
| 2003年10月10日 | Next Level Recordings Showcase                                        | NLVD-062:VHS NLVD-061:DVD |
| 2004年10月28日 | REALITY STRIKES BACK                                                  | GECD-002                  |
| 2008年07月11日 | Cafe Apres-midi File-Everlasting Summerdays,Endless Summernights-     | FRCD-176                  |
| 2008年10月24日 | Saudade#-JuJu-                                                        | FRCD-181                  |
| 2010年09月10日 | Heavenly Color                                                        | FRCD-206                  |
| 2013年09月13日 | SHINPEITA presents M.B.A ～Mic Battle Association～ vol.2             | FRCD-227                  |
| 2013年12月27日 | DEEP INSIDE of FILE RECORDS CLASSICS -compiled by YANATAKE & SEX山口- | FRCD-231                  |
| 2014年05月23日 | FILED SONGS                                                           | FRCD-236                  |

## Major Force
- タイニー・パンクス (1988年)
- Hiroshi + K.U.D.O Featuring D.J. Milo (1988年)
- Tycoon Tosh & Terminator Troops (1988年)
- T.P.O (1989年)
- ECD (1989年〜1993年)
- スチャダラパー (1990年〜1991年)-メジャー・デビュー前にアルバムをリリース
- Sexy T.K.O.（工藤昌之+中西俊夫） (1989年-1991年)
- Love T.K.O.（工藤昌之+中西俊夫） (1993年-1994年)
- 高木完 (1991)
- ウォーター・メロン (1997年-1999年)
- GROUP OF GODS (2006年)
- Natural Calamity (2006年)

### コンピレーション・アルバム
| 発売日         | タイトル                       | 規格品番 |
| -------------- | ------------------------------ | -------- |
| 1991年8月25日  | MAJOR FORCE RARE TRACKS VOL.1  | 20MF028D |
| 1991年8月25日  | Major Force Rare Tracks Vol. 2 | 20MF029D |
| 1997年08月29日 | MAJOR FORCE CLASSICS           | MFCD-061 |
| 2006年05月26日 | MAJOR FORCE COMPACT            | MFCD-073 |
| 2006年05月26日 | MAJOR FORCE RARE TRACKS        | MFCD-075 |